# 高原治
高原 治（たかはら おさむ、1923年 - 2001年）は、日本の教育家。

## 経歴
大正12年、大阪で生まれる。大阪府立旧制茨木中学校（現大阪府立茨木高等学校）を卒業後、大阪第二師範学校を卒業。
昭和18年より、公立学校にて教鞭をとる。
その後、京都学芸大学（現京都教育大学）にて教養成課程を修了。
昭和40年より、大阪府科学教育センター（現大阪府教育センター）にて指導主事・養護教育研究室長等を務める。
昭和43年、ヨーロッパ9か国障害児教育事情視察に赴く。
昭和50年より、大阪府立泉北養護学校校長を務める。
昭和53年、特殊教育功労者として文部大臣表彰。
そのほか、大阪病弱虚弱教育研究会顧問、京都教育大学・和歌山大学・大阪教育大学で講師（非常勤）を長年務めた。

## 著書
- ちえおくれの子どもの教育 実践30年を通して（昭和59年 第一法規出版）
- 『病弱の子どもの教育: 養護学校長の経験を通して』1985年。